# Ikast
Ikast é um município da Dinamarca, localizado na região ocidental, no condado de Ringkobing.
O município tem uma área de 294.3 km² e uma  população de 23 122 habitantes, segundo o censo de 2003.